# Dora International Stadium
Das Dora International Stadium ist ein Fußballstadion in Dura (westlich von Hebron) im Westjordanland. Es wurde 1965 eröffnet,  1999 und 2011 renoviert und bietet 18.000 Plätzen. Das Spielfeld besteht aus Kunstrasen. Es ist die Heimspielstätte des Fußballclubs Shabab Yatta.